# Hyresrätt

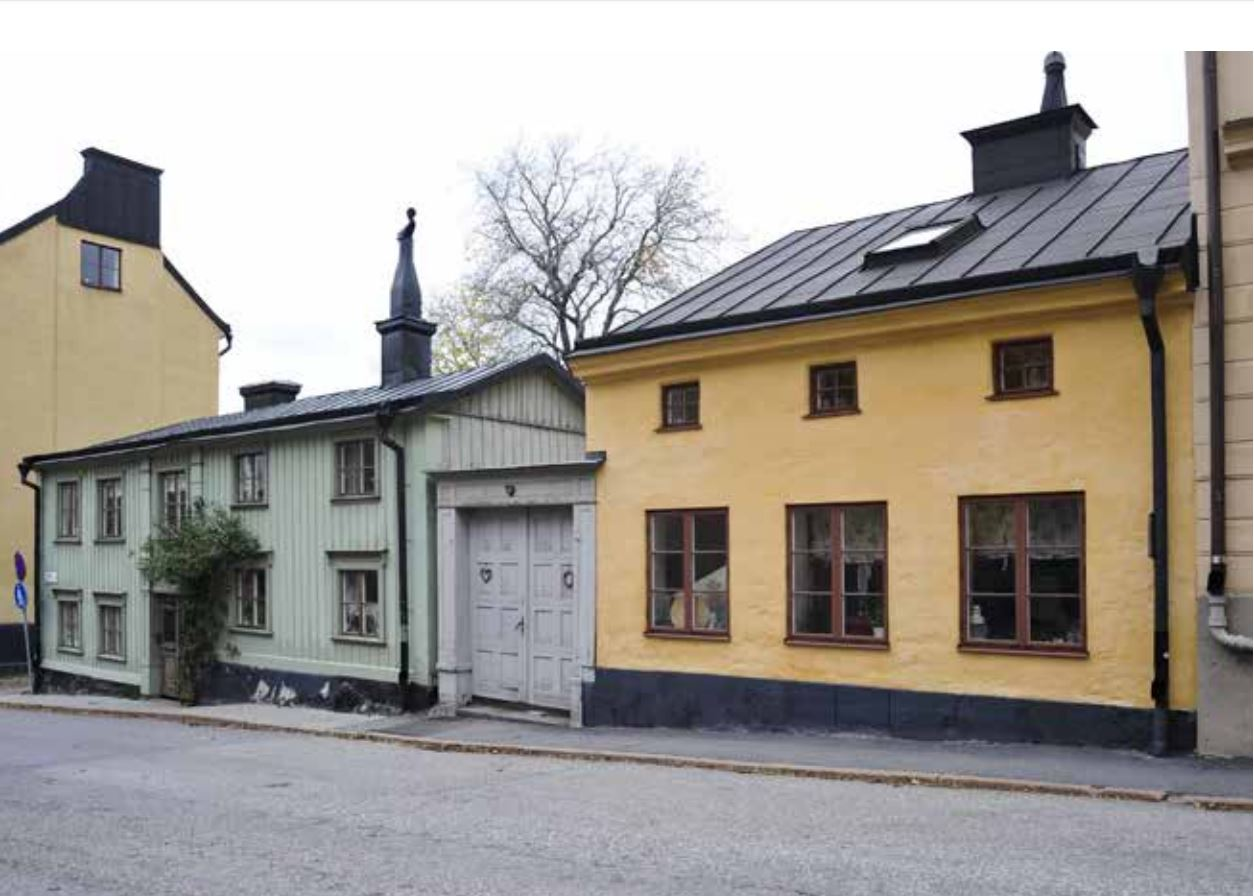
Kattfoten mindre 10 på Bastugatan 44 i Stockholm, ett hus byggt på 1860-talet och som ägs AB Stadsholmen i vilket det upplåts lägenheter med hyresrätt.

Hyresrätt kallas den upplåtelseform av en bostad eller lokal där en hyresgäst varaktigt hyr bostaden eller lokalen av en hyresvärd. Ett flerfamiljshus med lägenheter som upplåts genom hyresrätt kan kallas hyreshus och hyresbostäderna i detta hyreslägenheter.

## Bostadsuthyrning i Finland
Hyresavtal gällande bostäder görs upp enligt lag om hyra av bostadslägenhet (lagen gäller inte endast hyreslägenheter utan även t.ex. egnahemshus). Hus eller lägenheter hyrs ofta ut en och en, utan att också då det är frågan om näringsverksamhet. Avtalet gäller den enskilda bostaden och kan i allmänhet inte bytas mot hyresrätt annanstans. Hyresrätten kan inte heller överlåtas annat än genom avtal med hyresvärden eller i vissa i lagen angivna situationer.
Hyrans storlek och grunderna för eventuell regelbunden justering av den fastställs i hyresavtalet. Jämkning av hyrans storlek kan sökas hos domstol om hyran upplevs oskäligt hög eller låg eller villkoret för justering upplevs oskäligt. En hyresvärd kan inte utan skälig grund säga upp ett hyresavtal. Däremot kan hyresgästen säga upp ett hyresavtal som gäller tillsvidare med en uppsägningstid på högst en kalendermånad.

## Hyresrätt i Sverige

### Bostäder

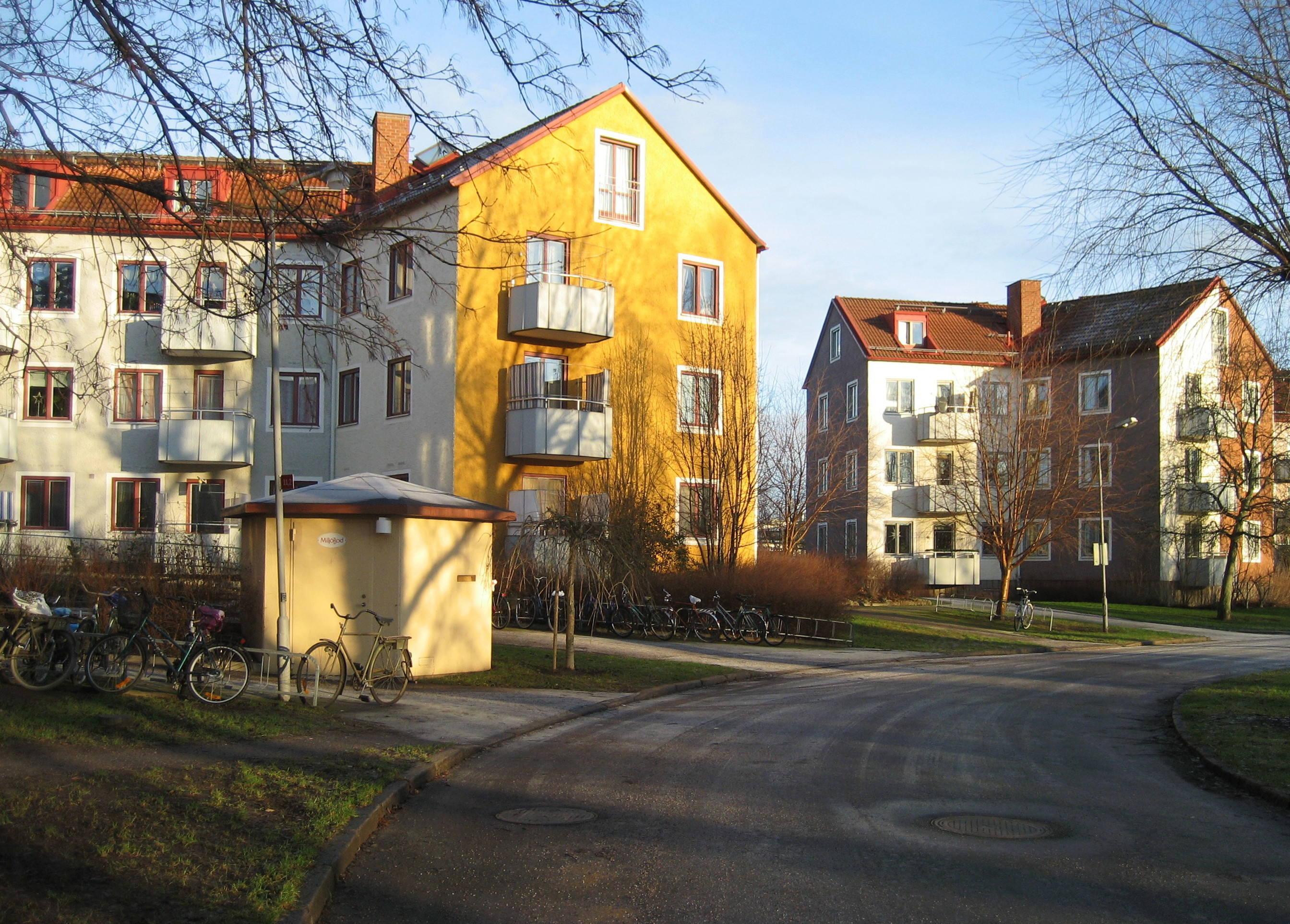
Hyreshus i Örebro som ägs av Örebrobostäder.

Hyresrätten är i Sverige lagreglerad. Bestämmelserna återfinns i jordabalkens 12:e kapitel, som därför även kallas hyreslagen. Hyresgästföreningen har ett lagstadgat uppdrag att förhandla hyran åt hyresgäster som vill ha kollektiva förhandlingar. Cirka 90 % av hyreslägenheterna i Sverige berörs av förhandlingsförordningen. På grund av Hyresgästsföreningens lagstadgade position har Sverige de facto en reglerad hyresmarknad, vilket emellanåt ifrågasätts i den politiska debatten. Den statliga regleringen av hur hyrorna ska sättas avskaffades dock 1975.
Hyresgästföreningen skriver angående förhandlingsförordningen: "Det ska vara lika hyror för likvärdiga hyreslägenheter. Därför bestäms hyran utifrån något som heter bruksvärdessystem. Bruksvärdessystemet innebär att hyran baseras på lägenhetens standard, kvalitet och service. Du ska helt enkelt betala rätt hyra för din lägenhet. Lika viktigt är att hyran inte skjuter i höjden. Ett av våra mål är att hyrorna ska stå i rimlig proportion till hushållens inkomster. Hyrorna ska inte heller öka mer än andra priser i samhället".
Bostadshyresrätter får inte överlåtas mot betalning till den utflyttande hyresgästen. (Normalt betalas inte heller något insatskapital till ägaren, utan denne får enbart hyran.)
Det är däremot tillåtet för en hyresgäst att byta sin hyresrätt mot en annan bostad som kan vara hyresrätt, bostadsrätt eller äganderätt. I de två sistnämnda fallen kan man säga att det i Sverige råder en juridisk gråzon vad gäller eventuell ersättning till den som lämnar en hyresrätt: priserna på bostadsrätter och villor är förhandlingsbara.
För att byta hyresrätt, (även kallat lägenhetsbyte), krävs dock att man uppfyller vissa förutbestämda krav. Man behöver också ha ett beaktansvärt skäl till bytet. De grundkrav som måste uppfyllas är att man som hyresgäst måste ha varit bosatt i bostaden i minst 1 år. Man ska också ha en årsinkomst tillräcklig att täcka två till fyra gånger årshyran, inkomsten ska komma från Sverige och man ska vara skuldfri. Utöver det behöver man också ha goda referenser från sin tidigare hyresvärd.
Hyresrättens besittningsskydd kombinerat med viss hyreskontroll i större städer bidrar till att göra hyresboendet attraktivt, med följd att efterfrågan på sådana hyresbostäder ofta överstiger utbudet. I debattartiklar försöker skribenter ge sken av att det finns en hyresreglering i Sverige, vilket betyder att det finns regler från staten om hur hyran ska sättas.

### Lokaler
Lokaler får överlåtas mot en avgift och det är vanligt förekommande med överlåtelseavgifter i attraktiva affärslägen.

### Ombildning
Boende i hyresrätter har möjlighet till ombildning till bostadsrätt enligt Lag (1982:352) om rätt till fastighetsförvärv för ombildning till bostadsrätt eller kooperativ hyresrätt om hyresvärden vill avyttra sin fastighet. En förutsättning är att hyresfastigheten är fler än tre lägenheter då en bostadsrättsförening kräver minst tre medlemmar samt att minst två tredjedelar av de folkbokförda hyresgästerna med förstahandskontrakt i berörd hyresfastighet röstar ja vid en föreningsstämma.